# Lars Korvald
Lars Korvald (Mjøndalen, 29 april 1916 - aldaar, 4 juli 2006) was een Noors politicus voor de Christelijke Volkspartij van Noorwegen. Hij diende als premier van Noorwegen van 1972 tot 1973.
Van 1961 tot 1981 was hij lid van het Noorse parlement voor Østfold en in 1981 werd hij fylkesmann (provinciehoofd) van Østfold.
Korvald was premier van Noorwegen van 18 oktober 1972 tot 16 oktober 1973. Hij was de eerste Noorse premier voor zijn partij en leidde - eveneens een novum in de Noorse politiek - een centrum-coalitie zonder de socialisten. Zijn regeerperiode werd gekenmerkt door de bittere strijd over de toetreding van Noorwegen tot de Europese Economische Gemeenschap, wat zou uitlopen op een handelsverdrag met de EEG. Tijdens zijn ambtsperiode werd ook een eerste Noorse aardoliepolitiek uitgestippeld.
Korvald was degene die de latere premier Kjell Magne Bondevik in de politiek introduceerde door hem als kabinetssecreatis te benoemen.
- Bibsys: 90215081
- International Standard Name Identifier: 0000 0000 2657 6359
- KulturNav: e275e89a-4533-42aa-80ee-6d61900d4195
- Library of Congress Control Number: n84120654
- Virtual International Authority File: 28475050
- WorldCat: E39PBJhGXTtQcYrKVVtjjy4pfq